# هارتز پلیس (کالیفرنیا)
هارتز پلیس (به انگلیسی: Harts Place) یک منطقهٔ مسکونی در ایالات متحده آمریکا است که در شهرستان کرن، کالیفرنیا واقع شده‌است. هارتز پلیس ۹۴۰ متر بالاتر از سطح دریا واقع شده‌است.